# Bahía de Samborombón
La bahía de Samborombón es un accidente geográfico en la ribera oeste del tramo estuarial del Río de la Plata en su contacto con el mar Argentino. Se ubica íntegramente en la provincia de Buenos Aires, en el este de la República Argentina.

## Toponimia
El nombre de esta amplia bahía parece haber sido dado por los miembros de la expedición al mando de Magallanes, quienes atribuyeron la formación de la bahía al desprendimiento de la isla de San Borondón.
Pero la primera cartografía en la que aparece esa denominación fue hallada en una obra francesa del siglo XVIII. En la obra Historia general de los viajes, de Jacques-Philibert Rousselot de Surgy (1737-1791)
 reproduce el mapa Carte de la Rivière de la Plata donde se consigna, con la denominación en francés «R. de St. Brandan» al primer río que desemboca al sur de Punta Piedras, esto es el río de Samborombón, puesto que no puede confundirse con el río Salado, cuya desembocadura se encuentra apenas a 4 km al sur de la del anterior, y que también se encuentra consignado en dicha carta como «R. Salée».

## Emplazamiento
La bahía de Samborombón se sitúa en la boca del Río de la Plata, es decir, en el tramo en que este contacta estuarialmente con el mar Argentino del océano Atlántico. Según sea el criterio que se utilice, esta bahía puede ser considerada como un tramo estuarial del Río de la Plata, o como una gran bahía del mar Argentino.

## Ubicación
Esta bahía se localiza a 160 km al sudeste de la ciudad de Buenos Aires y a 95 km al sudeste de la ciudad de La Plata.
La bahía tiene 135 km de longitud y sus extremos van desde punta Piedras (35°27′S 56°45′O / -35.450, -56.750), hasta punta Rasa (36°22′S 56°35′O / -36.367, -56.583) en donde comienza el cabo San Antonio.

## Cuenca
En la bahía desembocan el río Salado (de 640 km de longitud, sin contar las afluencias del río Quinto procedentes del sur de la provincia de Córdoba, en el centro de la Argentina), el Samborombón (de 100 km de longitud), la ría de Ajó y algunos arroyos menores, además de numerosos canales artificiales construidos para drenar los terrenos inundables del este de la provincia de Buenos Aires. (Canal 1, 9, 10, 15, canal de Contención, canal La Porteña, y canal A).

## Costas
Las costas de la bahía por ser prolongación de la llanura pampeana son de poco relieve y de difícil reconocimiento. El saco formado por su forma semicircular tiene una flecha de 21,5 millas náuticas.

### Precauciones
Se desaconseja la práctica de la natación en las "playas" de la bahía de Samborombón. El suelo anegado de tales playas es inconsistente, debido a que es una mezcla delicuescente o muy poco sólida de elementos aluviales y conchillas. Además las arenas están habitadas por una población densa de cangrejos que excavan sus refugios en la arena, contribuyendo a la inestabilidad de los suelos; localmente se conoce a estas formaciones como «cangrejales». Por tal motivo, y por el encuentro de la corriente fluvial del Río de la Plata con las turbulencias de las corrientes marinas, suele ser muy difícil la sustentación del ocasional nadador.

## Áreas naturales protegidas en la bahía de Samborombón
- Parque Costero del Sur
- Reserva de biosfera de Punta Indio
- Reserva natural integral con acceso restringido, provincial, 9311 hectáreas
- Reserva natural integral Rincón de Ajó, provincial, 2311 ha
- Parque Nacional Campos del Tuyú.
- Estación Biológica Punta Rasa, convenio entre el Servicio de Hidrografía Naval (Armada Argentina) y la Fundación Vida Silvestre Argentina.

El área de la bahía es un importantísimo humedal bajo el Convenio de Ramsar designado sitio n.º 885,  y es un sitio de la red hemisférica de reservas para aves playeras.